# Патентознавство
Патентознавство — сукупність знань про патентне право, об'єкти, що вважаються інтелектуальною власністю, різновиди винаходів, патентну експертизу, організацію винахідництва і впровадження нової техніки, про патентну інформацію, патентні матеріали в галузі нової техніки.
Навчальний предмет «ОСНОВИ ПАТЕНТОЗНАВСТВА ТА ІНТЕЛЕКТУАЛЬНОЇ ВЛАСНОСТІ» входить до навчальної програми ряду інженерних спеціальностей в університетах України.